# Baló Menyhért
Baczoni Baló Menyhért (Batzoni Baló Menyhért) (? – Sárospatak, 1662) református lelkész.

## Élete
Erdélyi székely; az utrechti egyetem hallgatója volt 1646–1647-ben; 1653-ban sárospataki tanár, később református lelkész lett; ismét tanár ugyanott és rektor 1656-tól haláláig. Eleinte a bibliai nyelveket tanította, 166-tól pedig teológiát. Ő volt az egyik református résztvevő abban a két napos katolikus-református hitvitában, amelyet 1660 őszén Sárospatakon szerveztek, előkészítendő I. Rákóczi Ferencnek és anyjának, Báthory Zsófiának a katolikus hitre való áttérését.

## Munkái
Quaestio de fide papistarum. Salutari an damnabili? Ultrajecti, 1647. (Megjelent a Gisbertus Voetius kiadta Selectarum disputationum theologicarum Pars II. Ultrajecti, 1655. pag. 776–791).